# کوه آدرانونه
کوه آدرانونه (انگلیسی: Monte Adranone) به ارتفاع ۸۹۹ متر در شمال کومونه سامبوکا دی سیچیلیا در استان آگریجنتو واقع شده‌است. قله کوه آدرانونه در برگیرنده باقیمانده‌هایی از شهر آنتیک آدرانونه می‌باشد که یکی از مهمترین محوطه باستانی سیسیل بشمار می‌رود.

## آدرانونه
شهر باستانی آدرانونه در دوران گرکو پونیکه در قرن ۵ قبل از میلاد مسیح ایجاد شد و طبق داده‌هایی که در حفاری باستانشناسی بدست آمد در حوالی قرن ۳ قبل از میلاد مسیح از بین رفت. شهر پس از کاوشهای باستان‌شناسی دوباره ظهور کرد، و بر روی یک سرزمین تپه ای و موج‌دار که تراس آن به منطقه جنوب غربی گسترش یافت.
در منطقه مربوط به ورود به محوطه باستانی، شهر مردگان وجود دارد، که در آن اثر تاریخی آرامگاه ملکه دیده می‌شود. در پیشروی به طرف قله آدرانونه یک دیوار دفاعی از شهر قلعه‌ای دیده می‌شوند.
درمحل صنعتی و تجاری یک بست حفاظت شده توسط یک منبر «حصار مقدس» (که پیشینه آن نشانه‌هایی از روم باستان و مسیحیت) را دارد، دیده می‌شود جایی که نذری‌های مؤمنان در آن جمع‌آوری می‌شد. در بالای قله منطقه مقدس آکروپولیس (معماری) وجود دارد.

## موزه‌های باستانی
در تمامی نقاط شهر باستانی آردانونه تعداد زیادی از وسایل نذری انبار شده پیدا شده از جمله گلدانهایی از گل رس؛ هدایای ارزشمند مذهبی؛ تجهیزات مختلف؛ سرامیک آنتیک و آمفورا.
یافته‌ها می‌توانند عمدتاً در سه موزه سیسیلی مشاهده شوند:
- موزه باستانی منطقه آگری جنتو
- موزه باستانی «ساختمان پانیتری» واقع شده در شهر سم بوکا در استان سیسیل در مرکز تاریخی شهر
- موزه باستانی منطقه‌ای آنتونیو سالیناس واقع در استان پالرمو

## نگارخانه

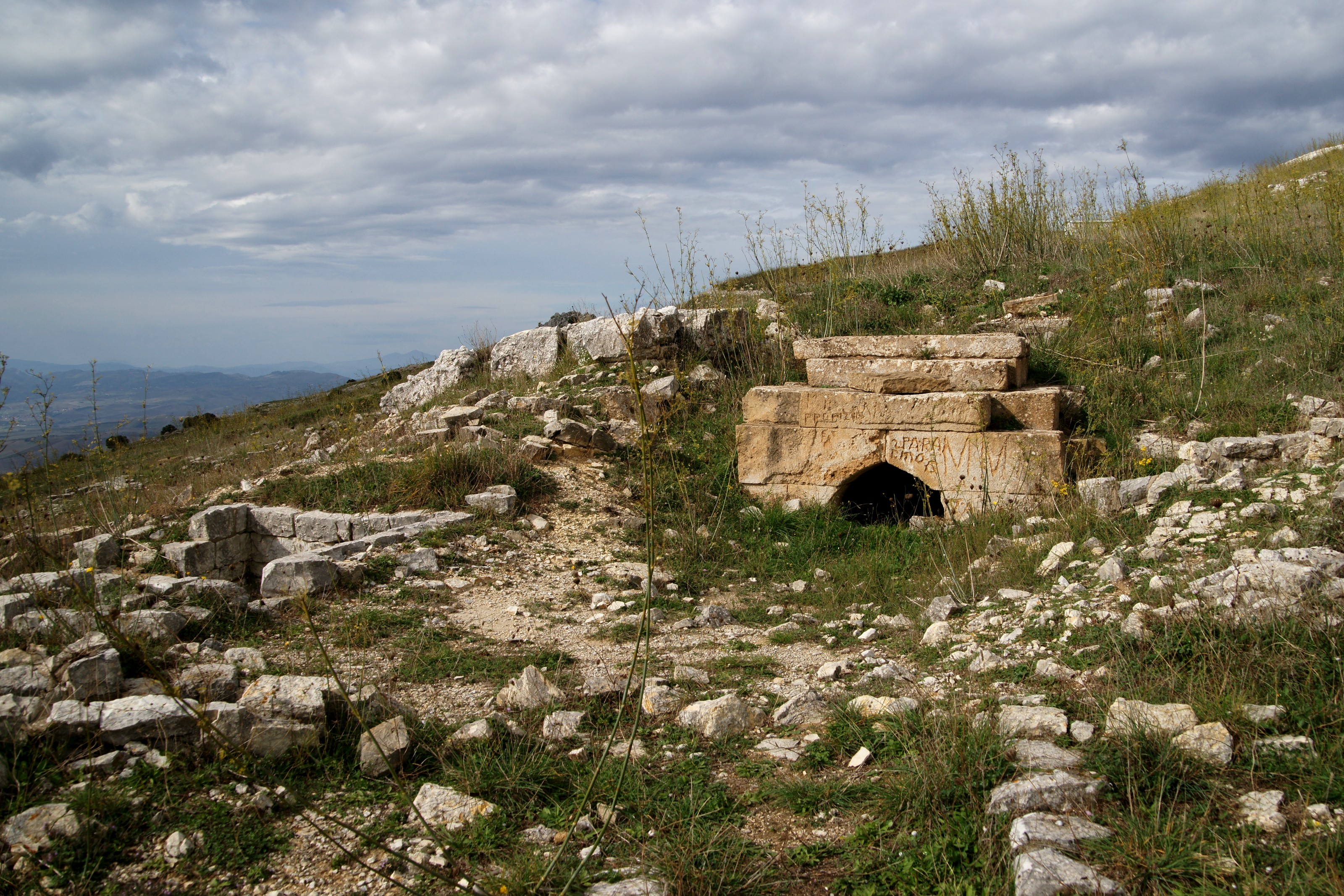
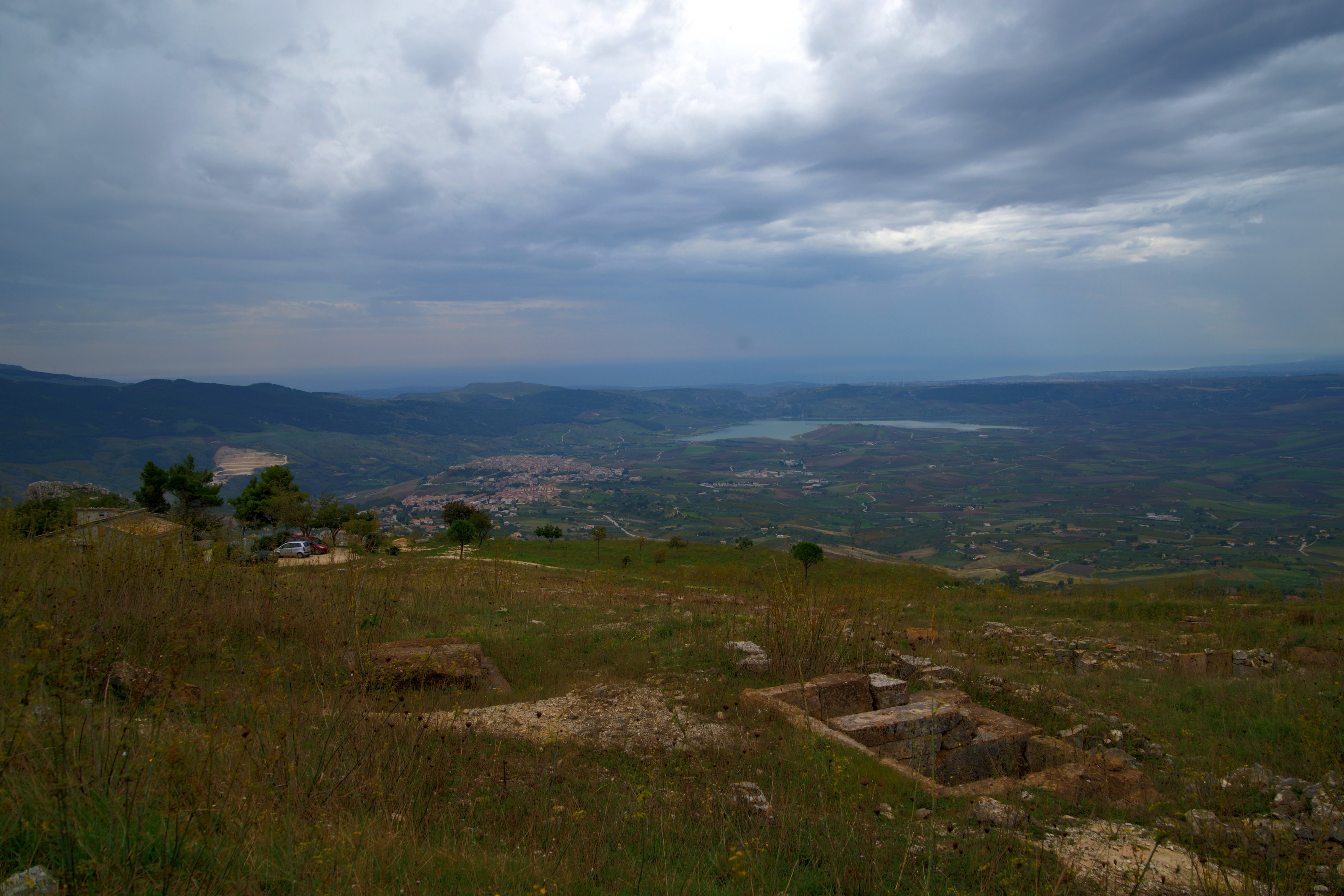
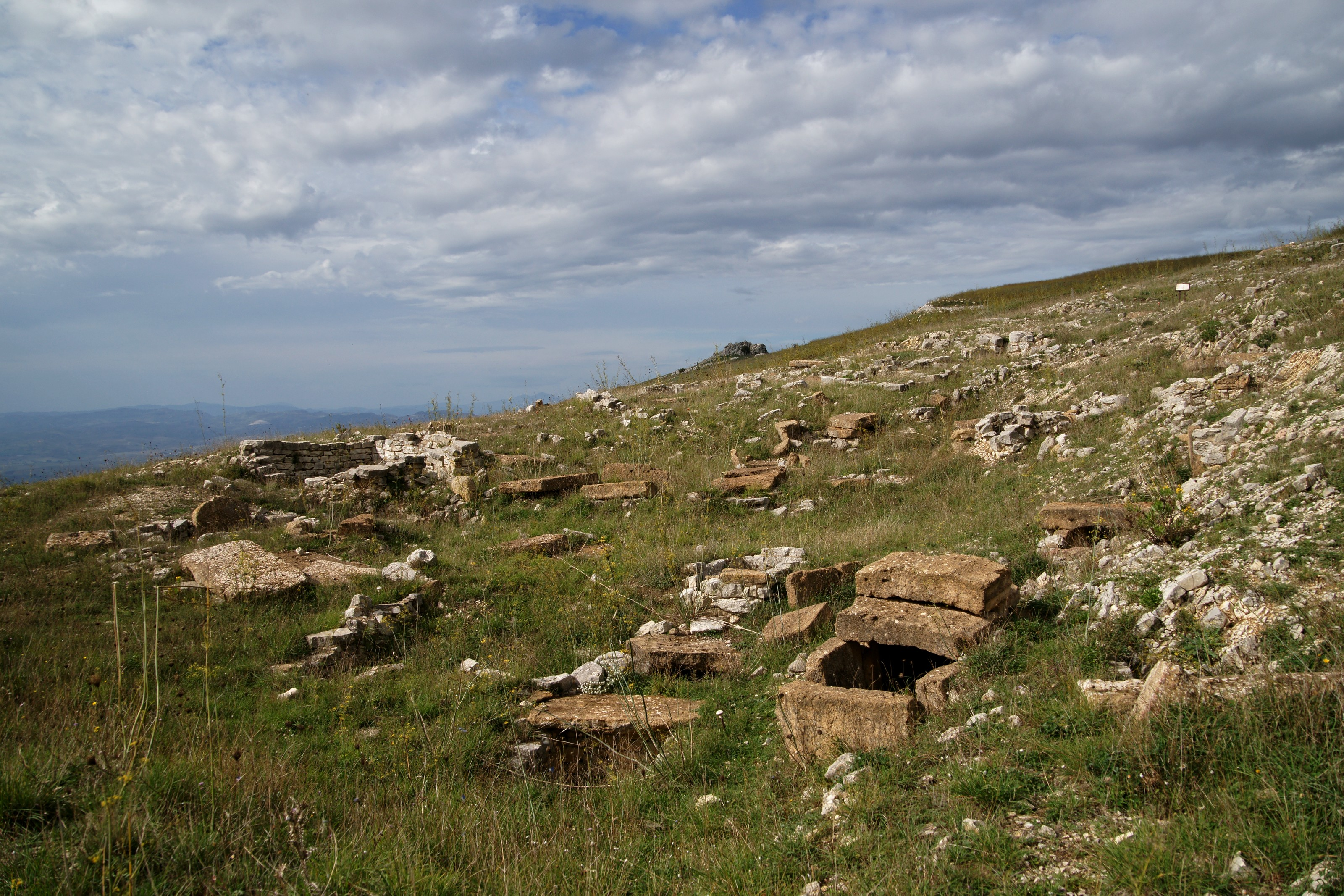
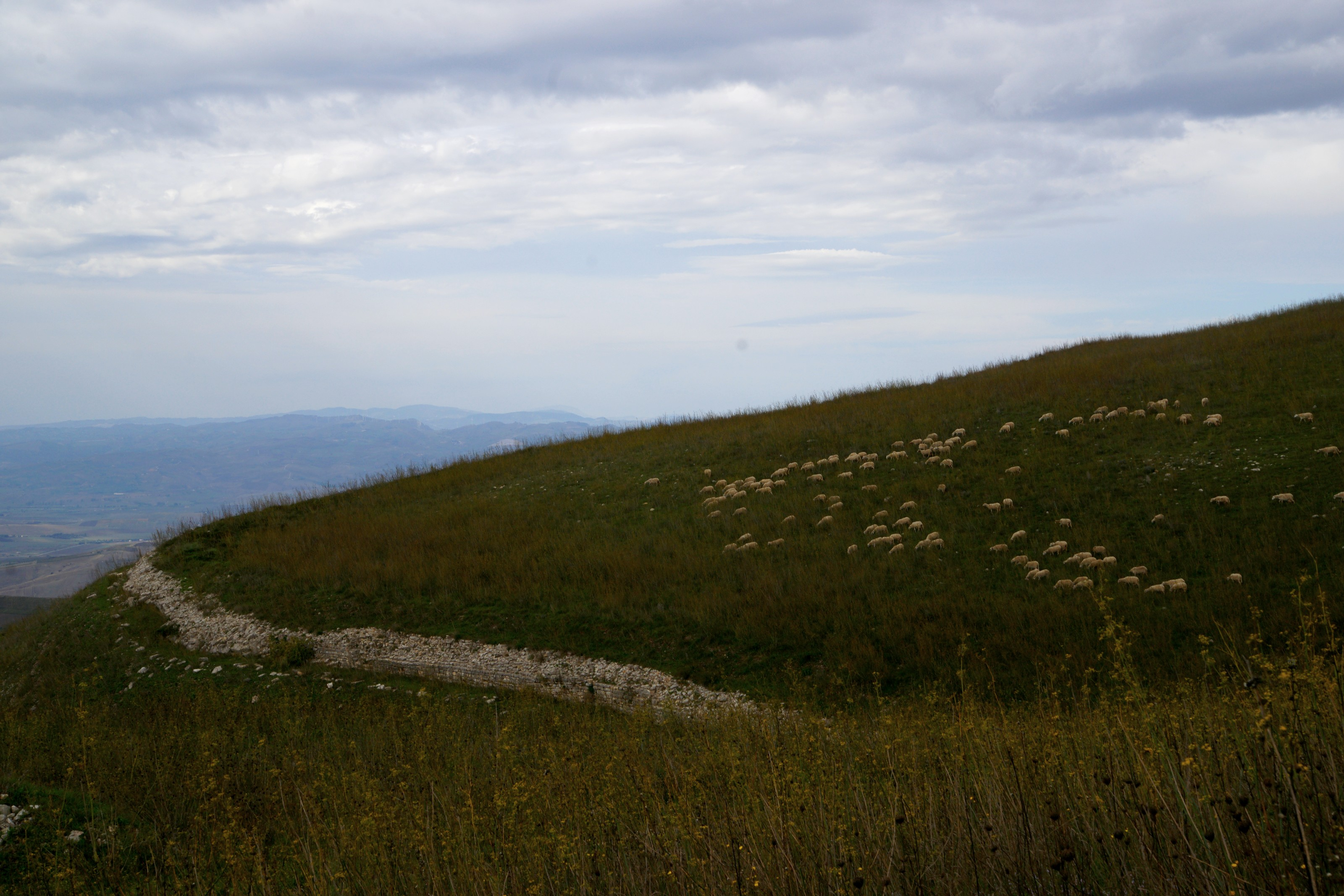
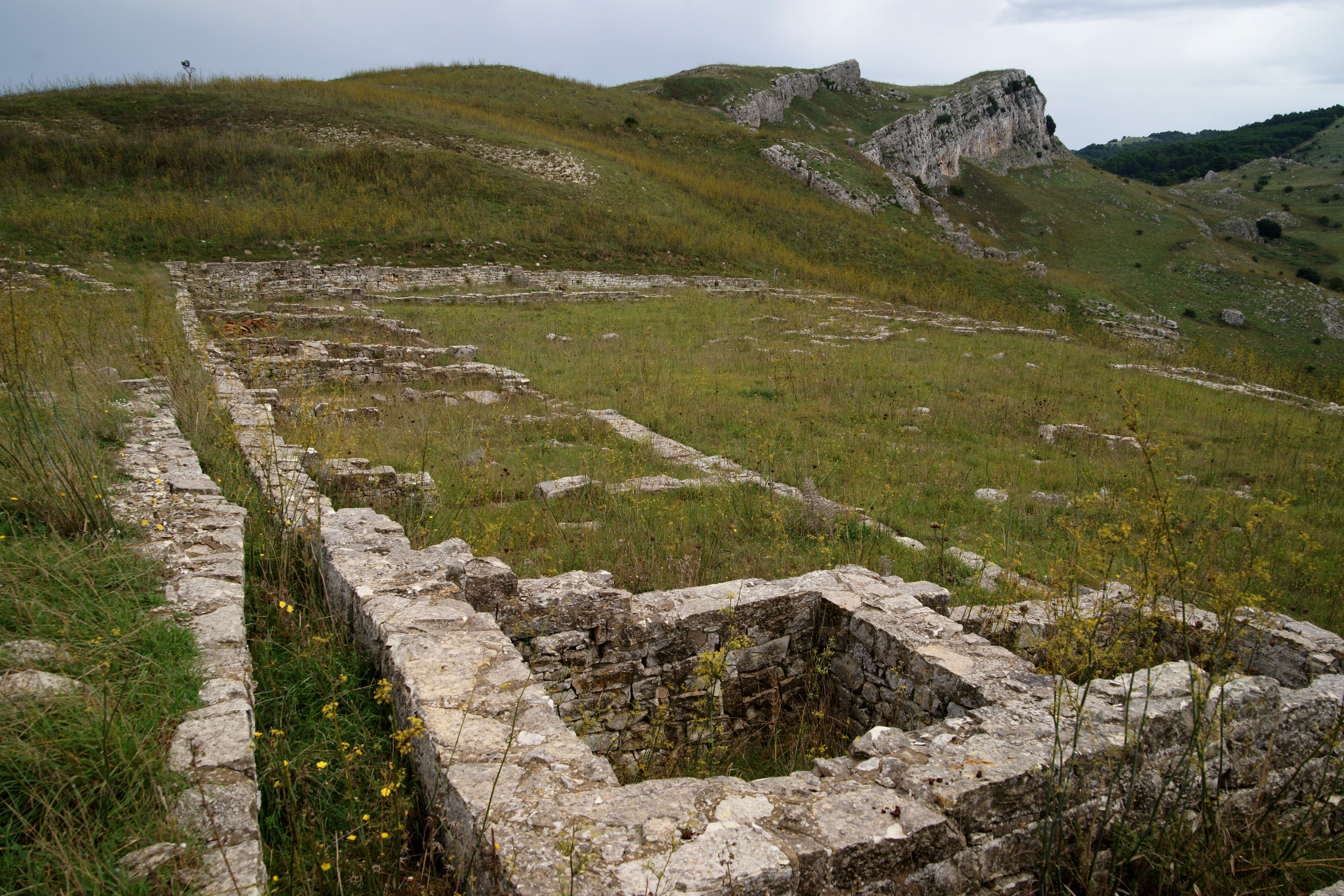
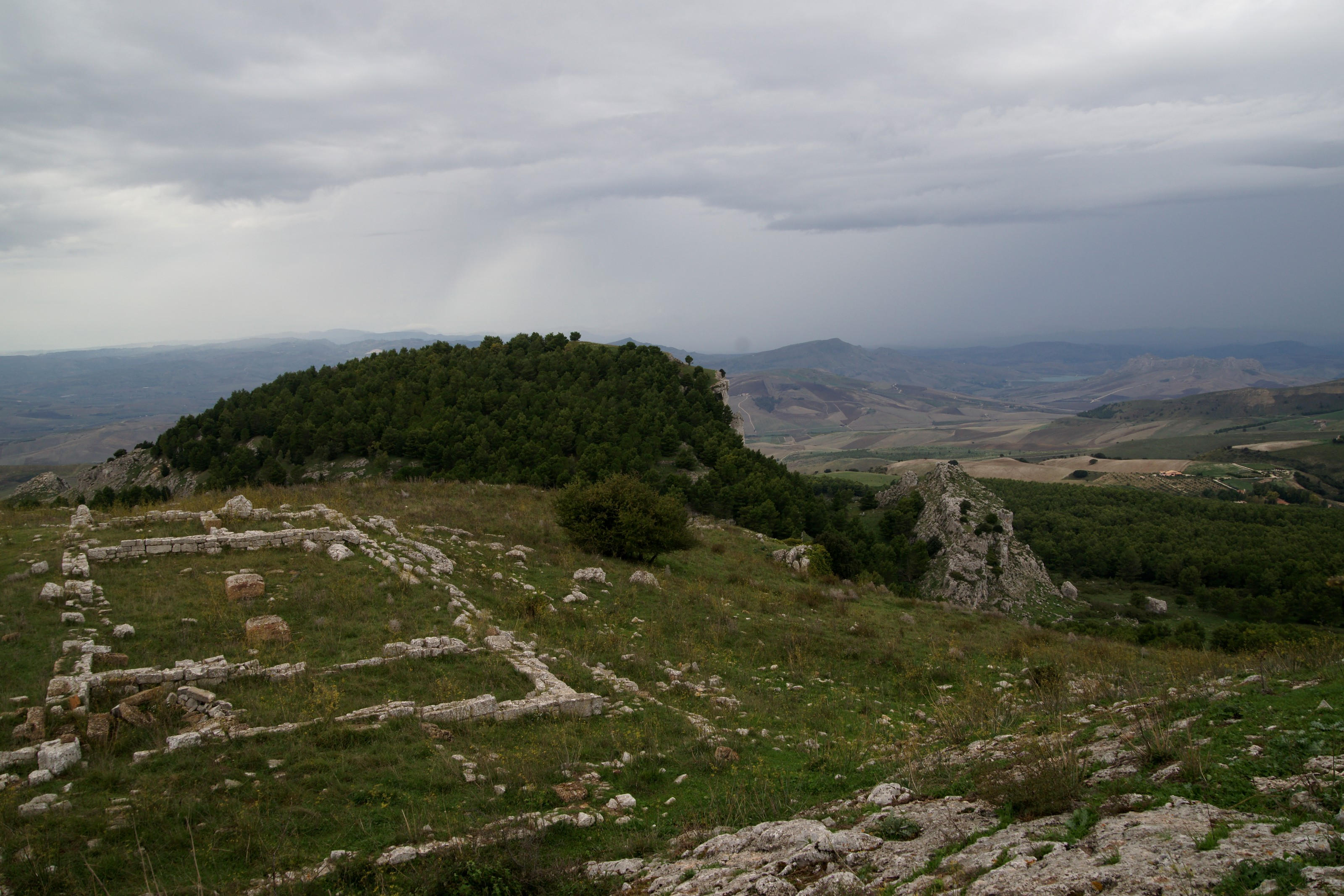
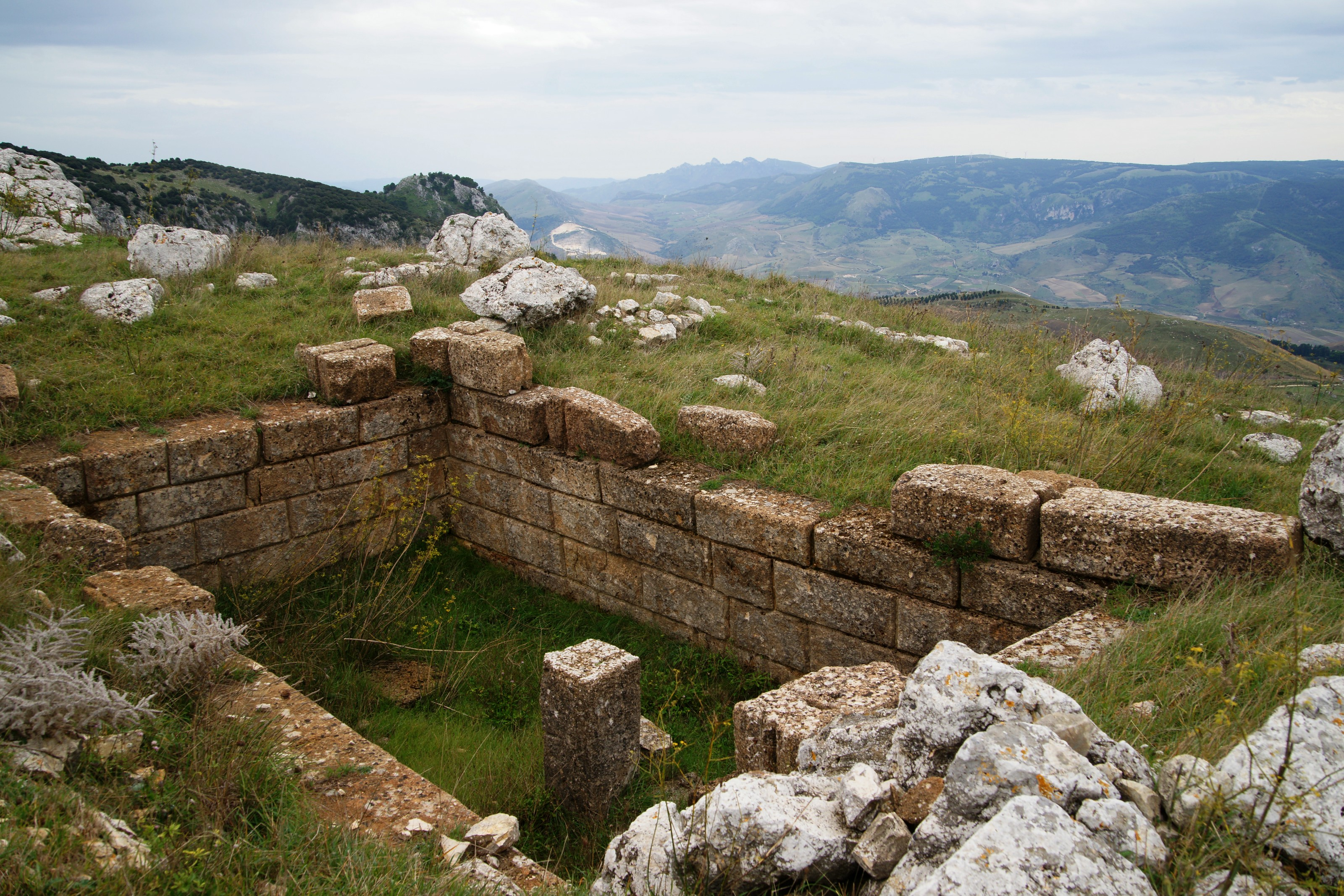
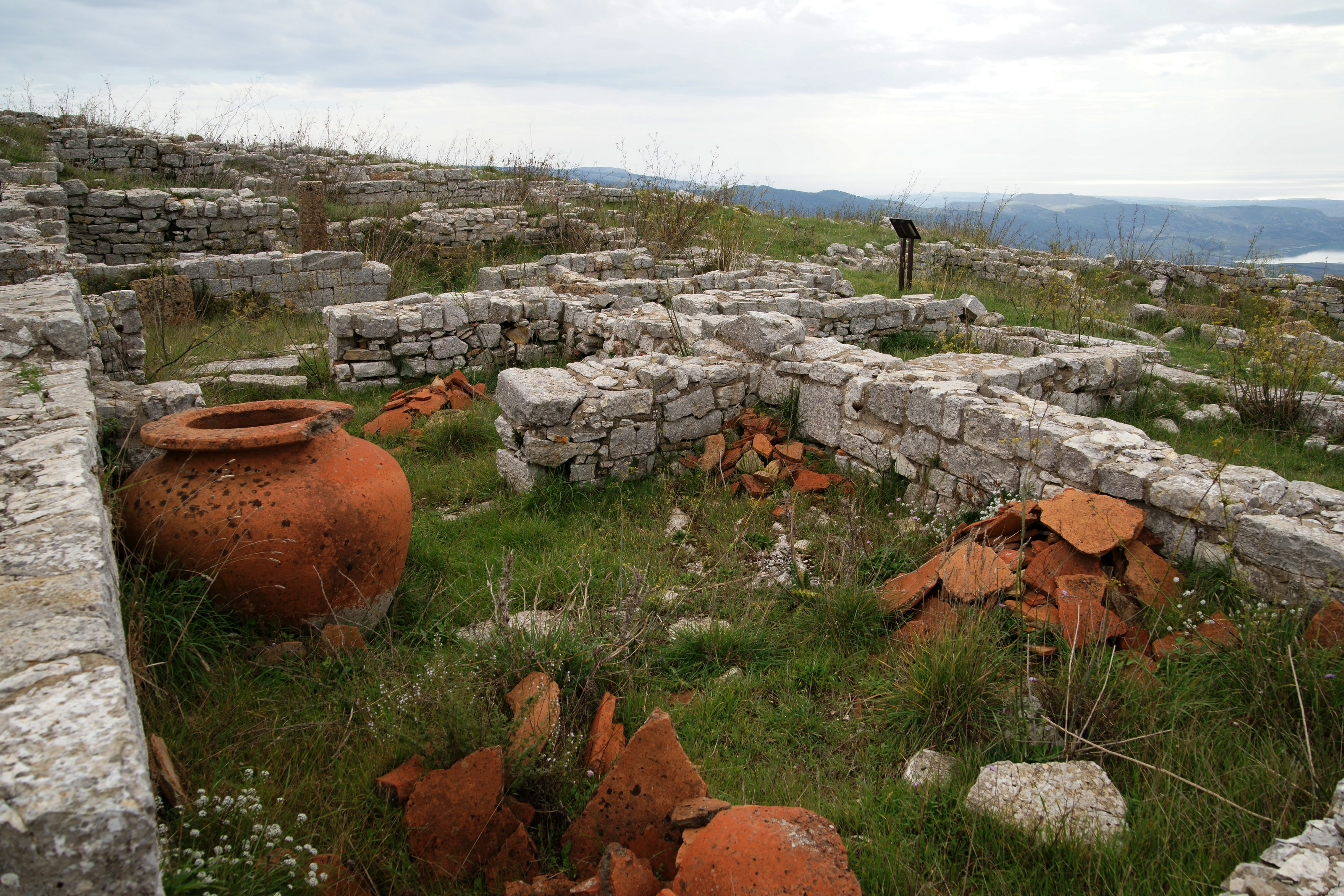